# モジュール式脱出装置

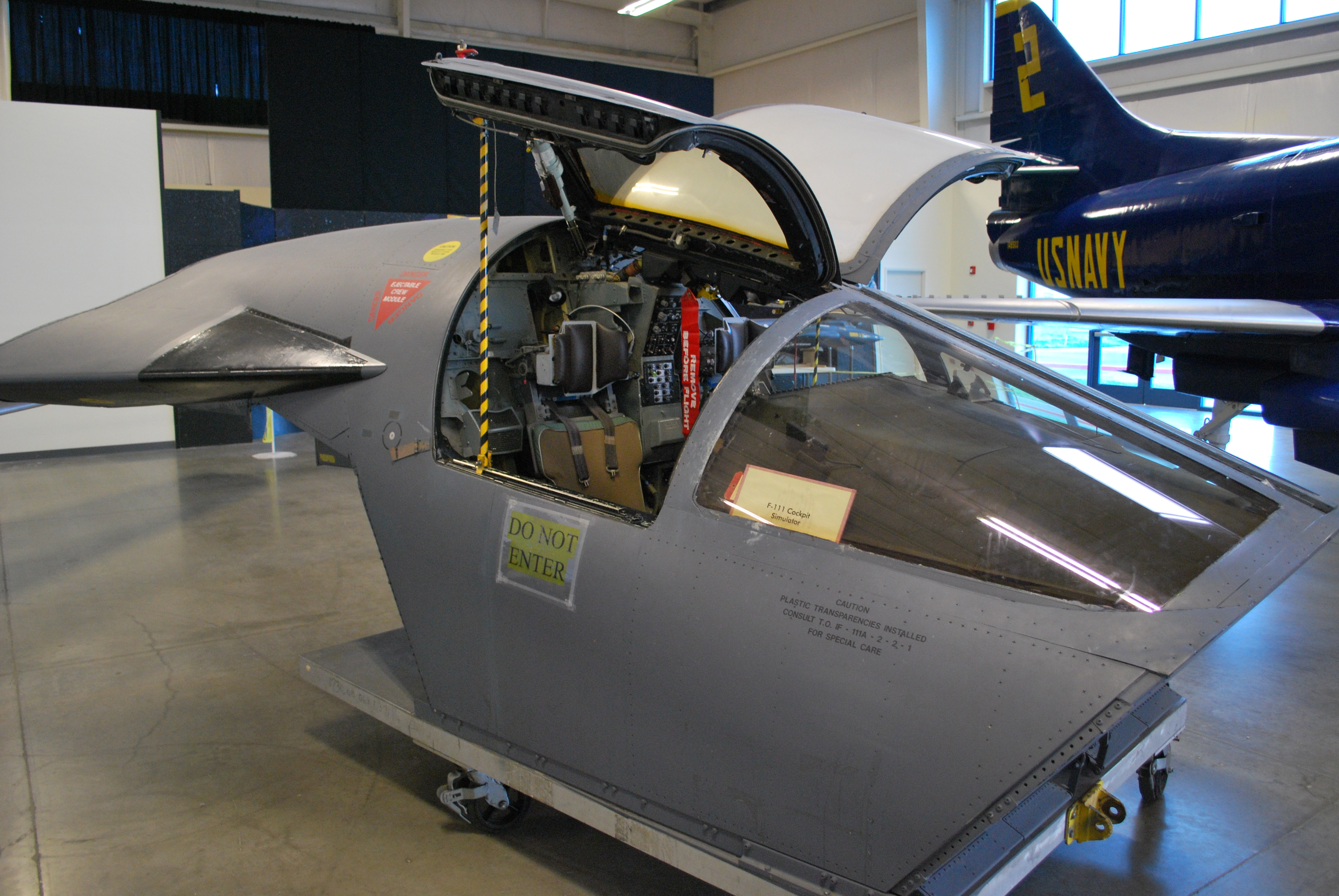
地上展示状態のF-111の脱出モジュール(同形状のコックピットシミュレーター)

モジュール式脱出装置（モジュールしきだっしゅつそうち）とは、航空機の非常用脱出装置の一種であり、コックピット部分を機体から分離して搭乗員を脱出させる形式のものを指す。

## 概要

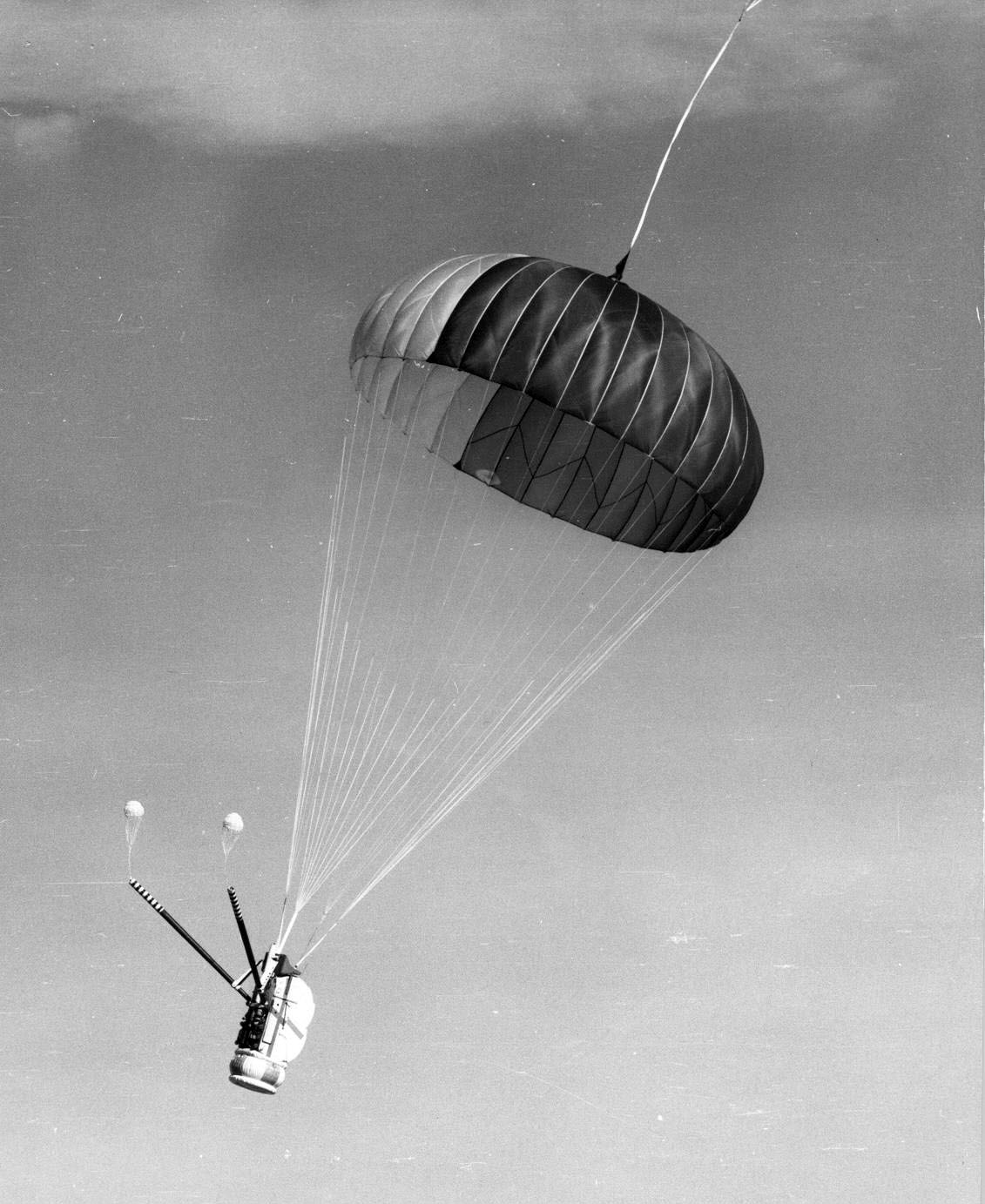
XB-70から脱出したカプセル（事故時の映像）

航空機の緊急脱出装置としては、戦闘機等の小型軍用機が備える射出座席が有名である。この形式は、パイロットが殆ど剥き出しのまま座席のみを射出するため、条件によっては安全性に問題があった。特に、高高度を超音速で飛行する機体からの脱出は困難であった。
これらの問題点を解決する為に開発されたものがモジュール式脱出装置である。この装置には、超音速飛行時や高高度飛行時の安全な脱出の他に、着水による低体温症の回避や非常用物資の充実などの利点があった。
しかし、システムが射出座席よりも大型化する為に落下速度が速く、パラシュートの大型化が不可欠の上、着地時の衝撃を緩和するエアバッグ等の軟着陸対策に掛かる重量問題や、装備変更の度に掛かる改修やメンテナンスのコストが高いなどの問題点もあった。更に、レーダーの発達により敵地への進入は低空の飛行が主流となったことや、安全性の目安にされる「ゼロ・ゼロ射出」が難しいことが、モジュール式の衰退に拍車をかける要因となった。
こうした背景もあり、現在でモジュール式を採用した軍用機は、オーストラリアで2010年末に退役済みのF-111が最後となっている。
XF-103・XF-108にもその用途故に採用が予定されたが、開発難度の高さと予算高騰が予想された事から、実験機すら作られる事無く共にキャンセルとなっている。

## 主な採用機

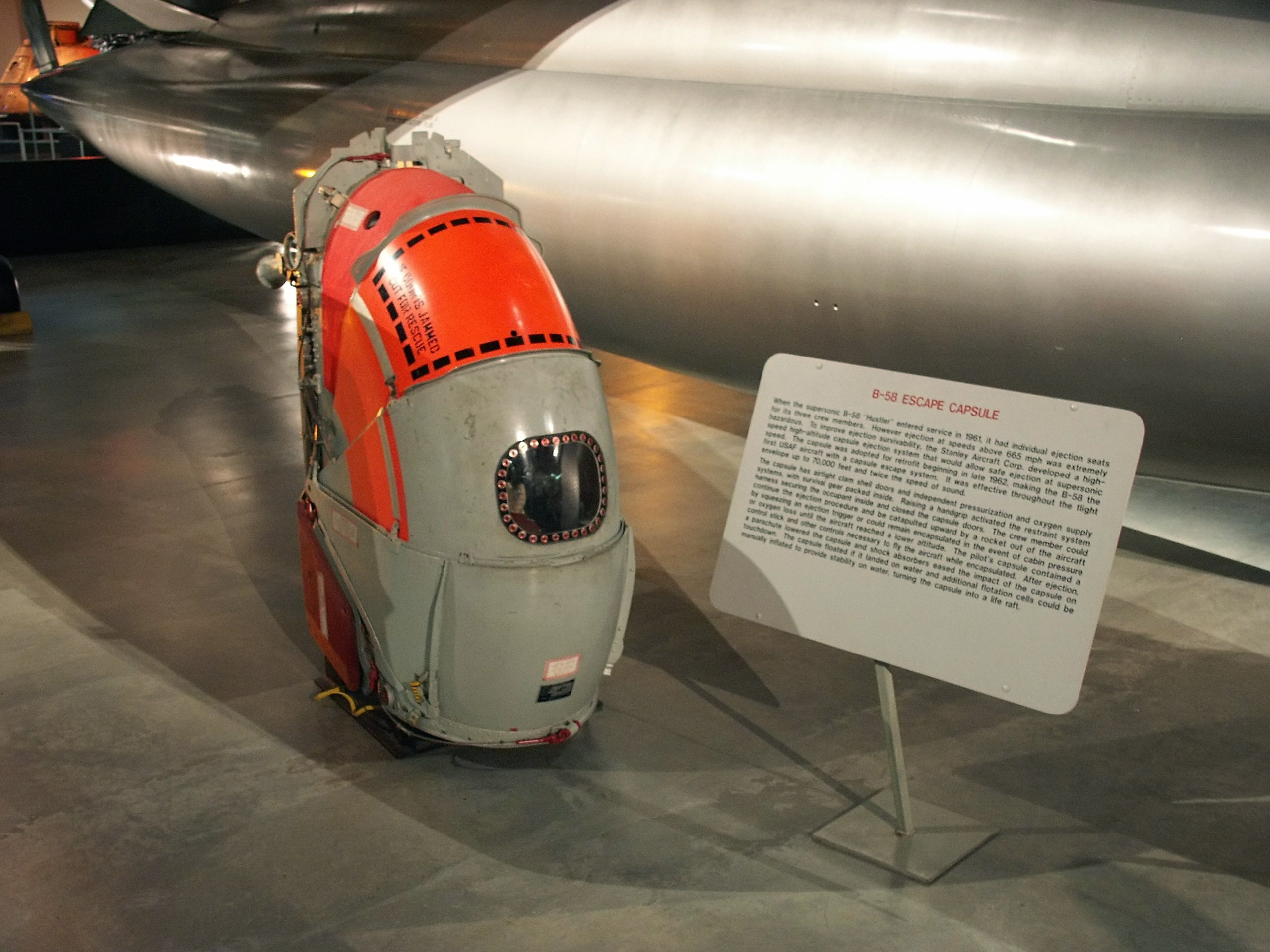
B-58の脱出カプセル。シールドが稼働する構造が見える。

- F-111

全ての形式･派生型においてモジュール式脱出装置が搭載された。
- XB-70

モジュール式脱出装置が搭載された。2号機がゼネラル・エレクトリック社（XB-70のエンジンメーカー）の宣伝撮影のため編隊飛行を行った際、F-104Nが接触したため墜落した。その際にモジュール式脱出装置が使用された。パイロットが脱出カプセルに腕を挟まれ射出が遅れた他、着地時にエアバッグが作動しなかった。
- B-1

プロトタイプ・B-1A4機のうちの1～3号機の3機のみに搭載されている。量産型のB-1Bでは運用方法の変化等によりモジュール式脱出装置は廃止されている。
- B-58

当初は通常の射出座席だったが、超音速飛行中の脱出で死亡事故が起きたため、上からブラインドが降りてカプセルを密閉し与圧後、機体外に射出されるモジュール式に変更された。また衝撃吸収用のエアバッグや着水時に作動するフローティングシステムを搭載し、カプセル内には水や食料を備えシェルターの役目も果たすなど意欲的な設計であった。

## モジュール式脱出装置が登場するサブカルチャー作品
- 『コードギアス 反逆のルルーシュ』／『コードギアス 反逆のルルーシュR2』

登場する人型機動兵器「ナイトメアフレーム（KMF）」は、全高5メートルというハンデにもかかわらず、この装置を採用している。
- 『銀河漂流バイファム』／『銀河漂流バイファム13』

登場する地球製の人型兵器「ラウンドバーニアン（RV）」には胴中央部にコクピット兼用の脱出用小型宇宙艇（トゥランファム）、もしくはポッド（バイファム、ネオファム等）を備えている。
- 『新世紀エヴァンゲリオン』

細長い円柱状のエントリープラグを脊髄相当部に差し込むかたちのものが登場する。
- 『機動戦士Ζガンダム』

全天周囲モニターの副産物ともいえる球型のイジェクションポッドを採用している。後日談ともいえる『逆襲のシャア』にもこのシステムが登場する。知名度では同等の機能を持つ『機動戦士ガンダム』のコア・ブロック・システムに劣る。また、『機動武闘伝Gガンダム』のコアランダーも同様のモジュール式システムを有しているが作中では緊急時の脱出に使用されることは無かった。
- 『タイムボカンシリーズ』

三悪が搭乗するシャレコウベ型コアメカとして登場する。やられる度にシャレコウベ型のキノコ雲からコアメカが飛び出すシーンは、シリーズ通してのお約束シーンとなっている。
『マジンガーZ』のホバーパイルダー、およびジェットパイルダーの様に、航空機もしくは自動車が同等の役回りを果たす例の方が多いが、『機動戦士ガンダム』最終回「脱出」や『マジンカイザー』OVA第1話の様に緊急脱出装置として活用する例は稀である。